# Дмитриевка (Бутурлиновский район)
Дмитриевка — село в Бутурлиновском районе Воронежской области.
Входит в состав Березовского сельского поселения.

## География

### Улицы
- ул. Демьяна Бедного,
- ул. Красная,
- ул. Молодёжная,
- ул. Пролетарская.

## Население
| 1859 | 1897 | 2010 |
| ---- | ---- | ---- |
| 503  | ↗560 | ↘292 |